# Interferència electromagnètica

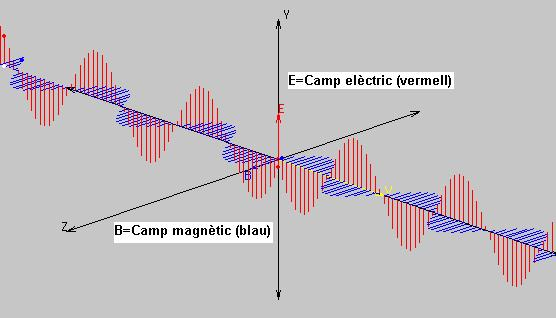
Ona electromagnètica

Una interferència electromagnètica és qualsevol senyal que degrada, obstrueix o interromp el funcionament desitjat d'un equip electrònic. Els senyals poden tenir un origen intern o extern a l'equip.
A conseqüència de l'ús massiu de l'electrònica en totes les àrees i la reducció de la grandària dels equips, fet que comporta que els components electrònics estiguin més pròxims els uns dels altres, els sistemes han de garantir ser immunes a aquestes interferències i també evitar ser-ne la font. En dissenyar un equip o circuit s'ha de tenir en compte que aquest ha d'operar més enllà de les condicions ideals d'un laboratori. La reducció dels efectes de les interferències es realitzen aplicant tècniques que depenen del tipus d'acoblament magnètic. Els elements que intervenen en l'aparició i propagació d'aquest tipus d'interferències són: l'element pertorbador (origen de la interferència), el medi a través del qual es propaga la interferència i l'equip el funcionament del qual es veu afectat. Aquestes interferències es transmeten d'un equip a l'altre a través de medis guiats, per radiacions o per ambdós a la vegada.